# Adelencyrtus inglisiae
Adelencyrtus inglisiae är en stekelart som beskrevs av Compere och Annecke 1961. Adelencyrtus inglisiae ingår i släktet Adelencyrtus och familjen sköldlussteklar.
Artens utbredningsområde är Zimbabwe. Inga underarter finns listade i Catalogue of Life.